# Ніна Мунх-Сеґор
Ніна Мунх-Сеґор (норв. Nina Munch-Søgaard; нар. 26 листопада 1987) — колишня норвезька тенісистка.
Найвищу одиночну позицію світового рейтингу — 539 місце досягла 8 травня 2006, парну — 531 місце — 1 жовтня 2007 року.
Здобула 4 парні титули туру ITF.
Завершила кар'єру 2011 року.

## Фінали ITF

### Парний розряд (4–3)
| Турніри $25,000 |
| Турніри $10,000 |

| Результат | Ранг | Дата           | Турнір                                | Покриття | Партнерка          | Суперниці                               | Рахунок          |
| --------- | ---- | -------------- | ------------------------------------- | -------- | ------------------ | --------------------------------------- | ---------------- |
| Поразка   | 1.   | 8 липня 2006   | ITF Саутлейк, США                     | Тверде   | Ешлі Вейнголд      | Домініка Дьєшкова Кортні Негл           | 6–2, 6–7(4), 3–6 |
| Перемога  | 1.   | 26 травня 2007 | ITF Ель-Пасо, США                     | Тверде   | Гелена Бешович     | Ashlee Brown Sabrina Capannolo          | 5–7, 6–3, 7–6(1) |
| Перемога  | 2.   | 2 червня 2007  | ITF Х'юстон, США                      | Тверде   | Гелена Бешович     | Кімберлі Кутс Крістіна Макгейл          | 7–6(2), 7–5      |
| Поразка   | 2.   | 29 липня 2007  | ITF Евансвілл, США                    | Тверде   | Гелена Бешович     | Дженна Лонґ Anna Lubinsky               | 1–6, 6–3, 2–6    |
| Поразка   | 3.   | 7 серпня 2010  | ITF Савітайпале, Фінляндія            | Ґрунт    | Катарійна Туогімаа | Олександра Артамонова Діана Марцинкевич | 2–6, 3–6         |
| Перемога  | 3.   | 8 січня 2011   | ITF Saint-Martin, Франція (Гваделупа) | Тверде   | Елізабет Лампкін   | Селін Каттанео Лара Мішель              | 3–6, 6–4, [10–3] |
| Перемога  | 4.   | 15 січня 2011  | ITF Ле-Гозьє, Франція (Гваделупа)     | Тверде   | Аманда Макдавелл   | Amandine Cazeaux Іріна Раміалізон       | 6–0, 7–5         |

## Участь у Кубку Федерації

### Одиночний розряд
| Розіграш                            | Дата           | Місце              | Супротивник | Покриття | Суперниця   | W/L | Рахунок  |
| ----------------------------------- | -------------- | ------------------ | ----------- | -------- | ----------- | --- | -------- |
| 2006 Fed Cup Europe/Africa Zone III | 26 квітня 2006 | Анталія, Туреччина | Moldova     | Ґрунт    | Olga Ćosić  | W   | 6–0, 6–1 |
| 2006 Fed Cup Europe/Africa Zone III | 26 квітня 2006 | Анталія, Туреччина | Туніс       | Ґрунт    | Olfa Dhaoui | W   | 6–4, 6–4 |
| 2006 Fed Cup Europe/Africa Zone III | 29 квітня 2006 | Анталія, Туреччина | Туреччина   | Ґрунт    | Іпек Шенолу | W   | 6–2, 6–2 |

### Парний розряд
| Розіграш                            | Дата           | Місце              | Супротивник | Покриття | Партнерка          | Суперниці               | W/L | Рахунок  |
| ----------------------------------- | -------------- | ------------------ | ----------- | -------- | ------------------ | ----------------------- | --- | -------- |
| 2006 Fed Cup Europe/Africa Zone III | 26 квітня 2006 | Анталія, Туреччина | Туніс       | Ґрунт    | Кароліне Борґерсен | Olfa Dhaoui Селіма Сфар | W   | 6–1, 6–1 |